# Bola de tempo
Bola de tempo é uma jogada de ataque utilizada no voleibol. Essa jogada acontece quando o atacante (normalmente o central) sobe junto com o levantador e dispara uma cortada assim que a bola sai das mãos do levantador (quase que ao mesmo tempo, daí o nome).
É preciso salientar que “Bola de tempo” não significa necessariamente levantamentos com trajetória baixa. O levantamento poderá ser rápido, porém com trajetória alta.
A jogada é utilizada como uma alternativa para desmarcar os ataques pelas laterais (o bloqueador central pulará para bloquear o meio, e não terá tempo para chegar e bloquear a jogada de ponta).

## Variações
- Tempo à frente - quando o levantador dá o passe para frente
- Tempo atrás - quando o levantador dá o passe para trás (de costas para o atacante)